# Stadtmuseum Hofheim am Taunus

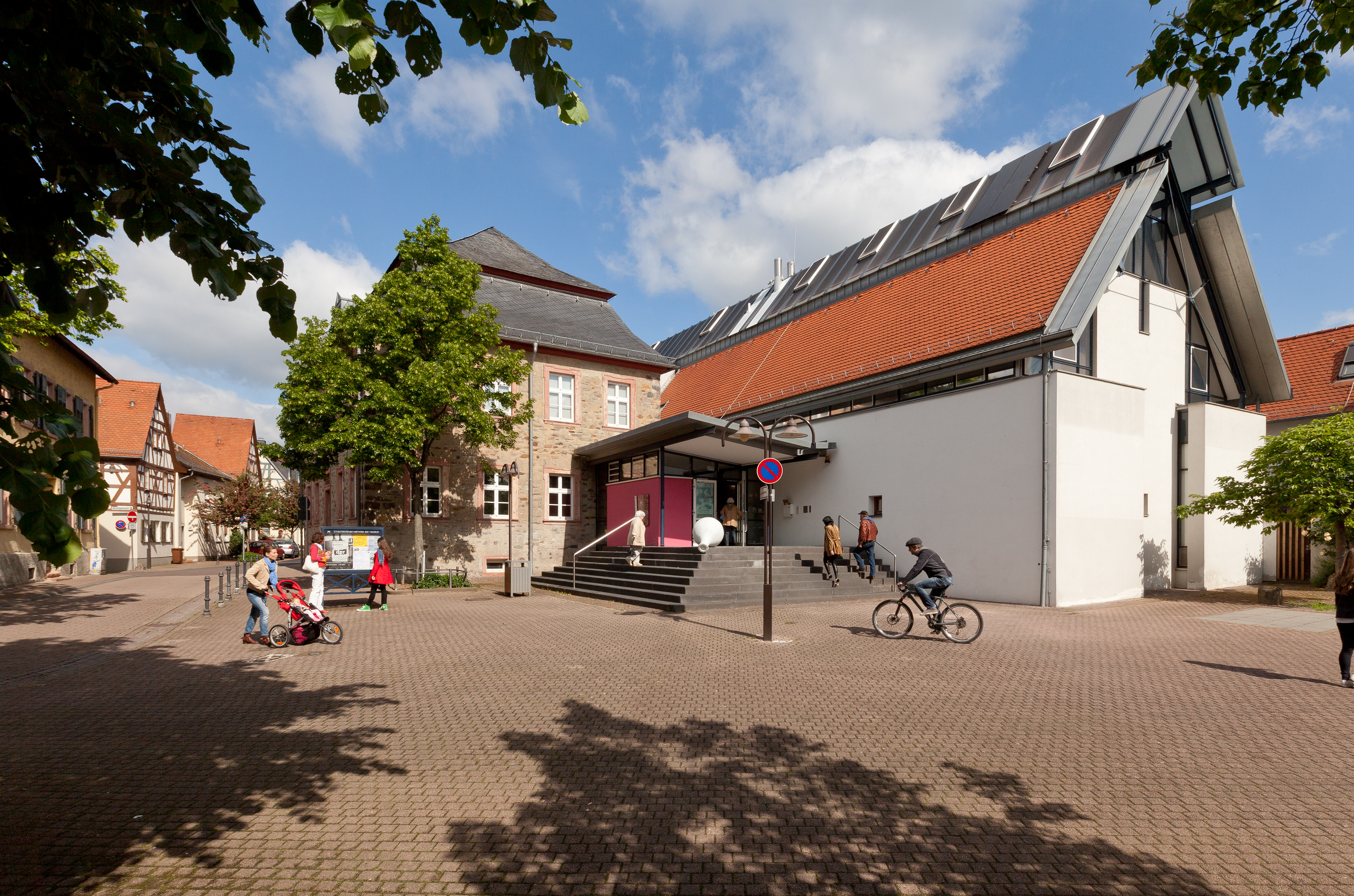
Außenansicht des Museums (2014)

Das Stadtmuseum Hofheim am Taunus in der Burgstraße 11 ist ein Museum für Kunst, Archäologie und Stadtgeschichte in Hofheim am Taunus.
Das Museum wird von der Kreisstadt Hofheim am Taunus getragen, außerdem erfolgt finanzielle Unterstützung durch den Förderkreis Stadtmuseum Hofheim am Taunus e. V.

## Geschichte und Gebäude
Das auf dem Gelände eines ehemaligen kurmainzischen Kellereihofes gelegene Stadtmuseum liegt am Rande der Hofheimer Altstadt in unmittelbarer Nähe des historischen Kellereigebäudes. Der aus dem späten 18. Jahrhundert stammende denkmalgeschützte zweigeschossige Mansarddachbau wurde als Wohnhaus errichtet, nach wechselvollen Nutzungen ab 1990 um einen Neubau erweitert und zum Museum ausgebaut.

## Ausstellungen
Das Museum zeigt die Dauerausstellungen
- Kunst: Hanna Bekker vom Rath und der Künstlerkreis des Blauen Hauses
- Archäologie: Die Römer in Hofheim
- Stadtgeschichte: Im Spannungsfeld der Großstädte
- Stadtgeschichte: Lederindustrie im Lorsbachtal

sowie wechselnde Ausstellungen. Jährlich finden drei bis vier Sonderausstellungen zu kunst-, stadt- und kulturgeschichtlichen Themen statt. Die Präsentationen werden jeweils umrahmt von begleitenden Veranstaltungen und einem umfangreichen museumspädagogischen Programm.

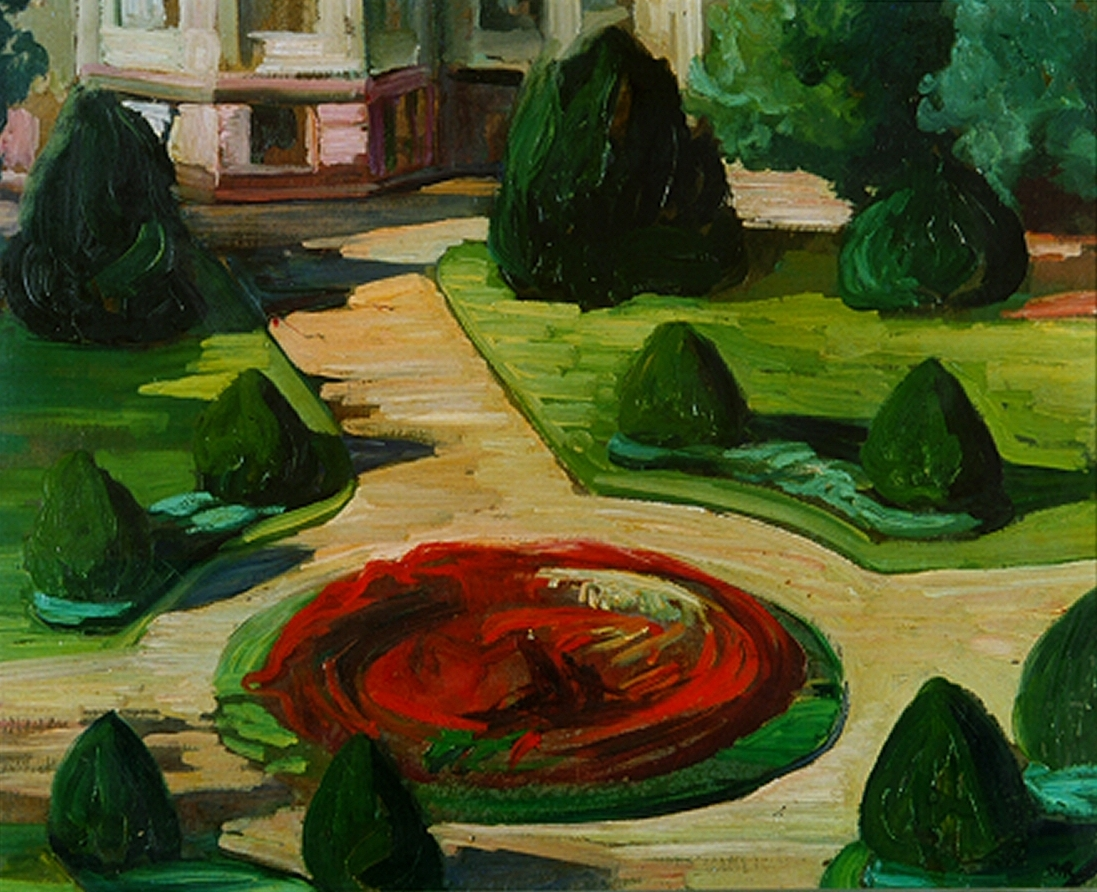
Ottilie W. Roederstein. Park hinter dem Städel, 1910
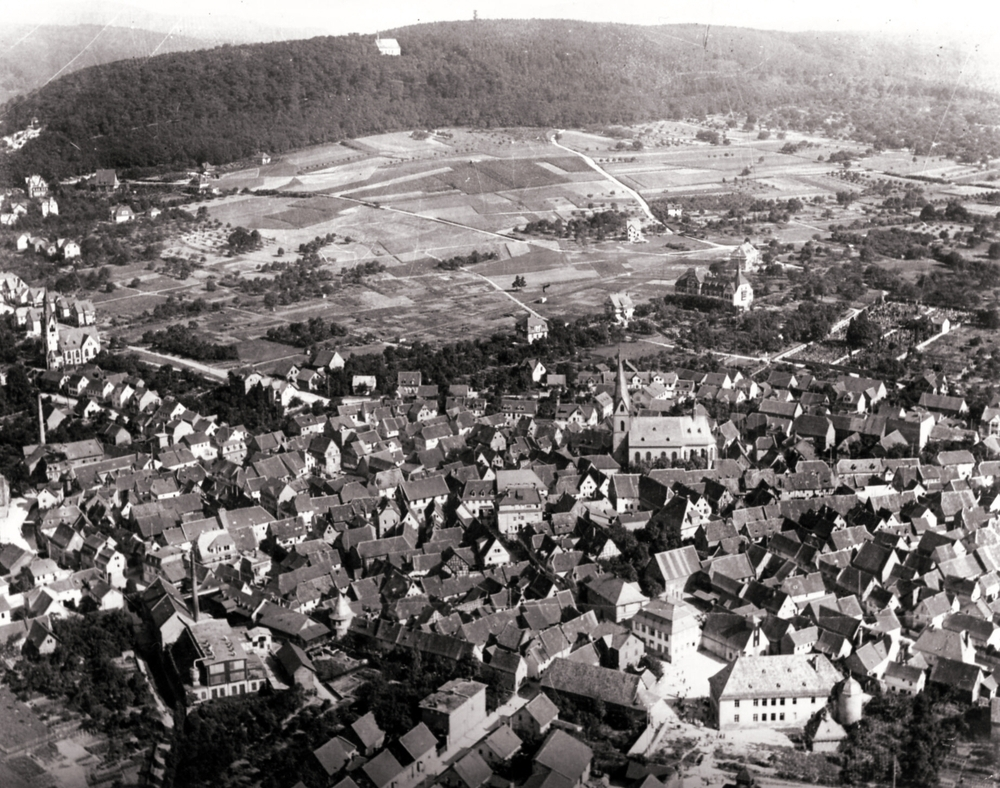
Luftbildaufnahme Hofheim am Taunus, 1914
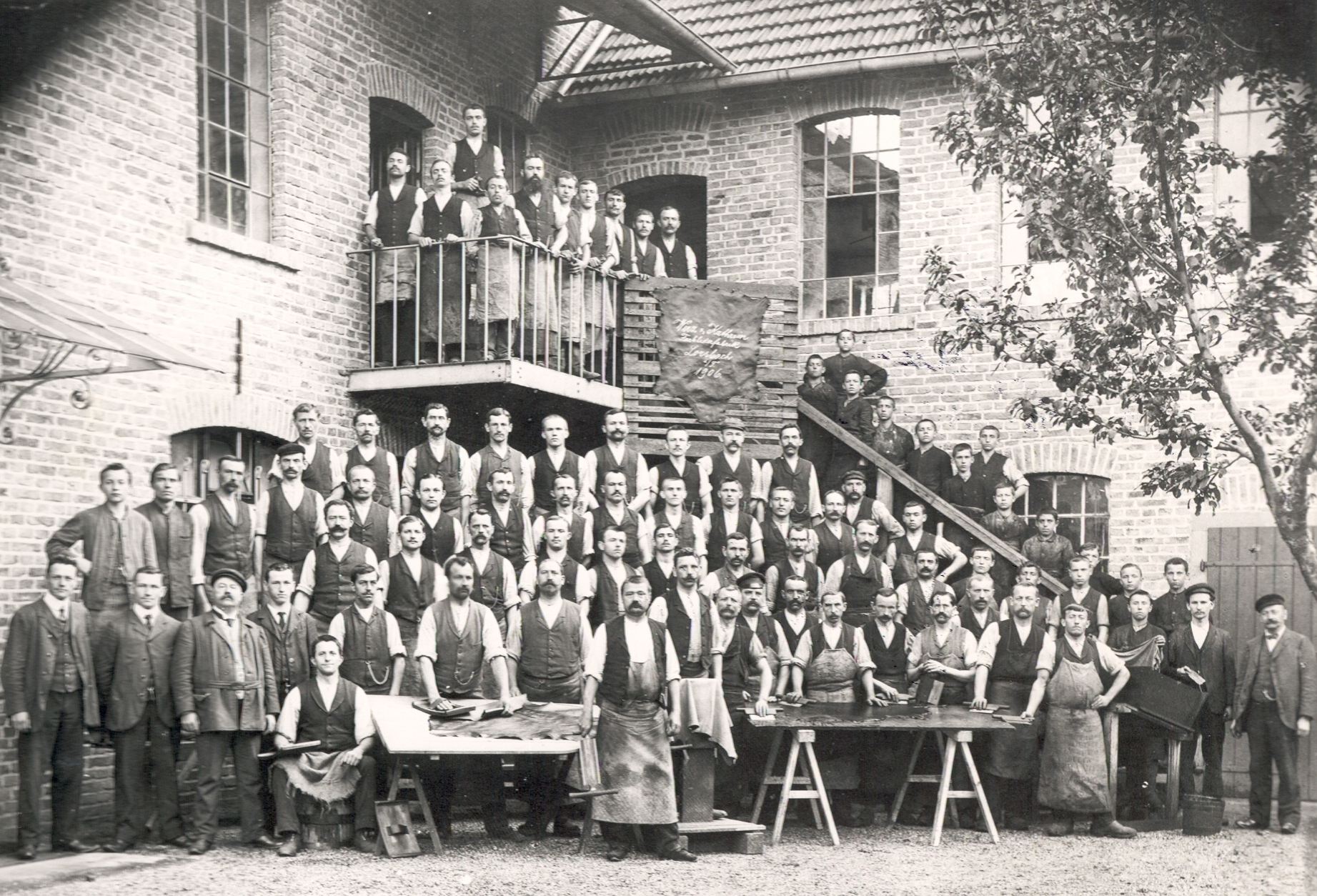
Belegschaft der Lederfabrik Wirz & Kathrein, 1906
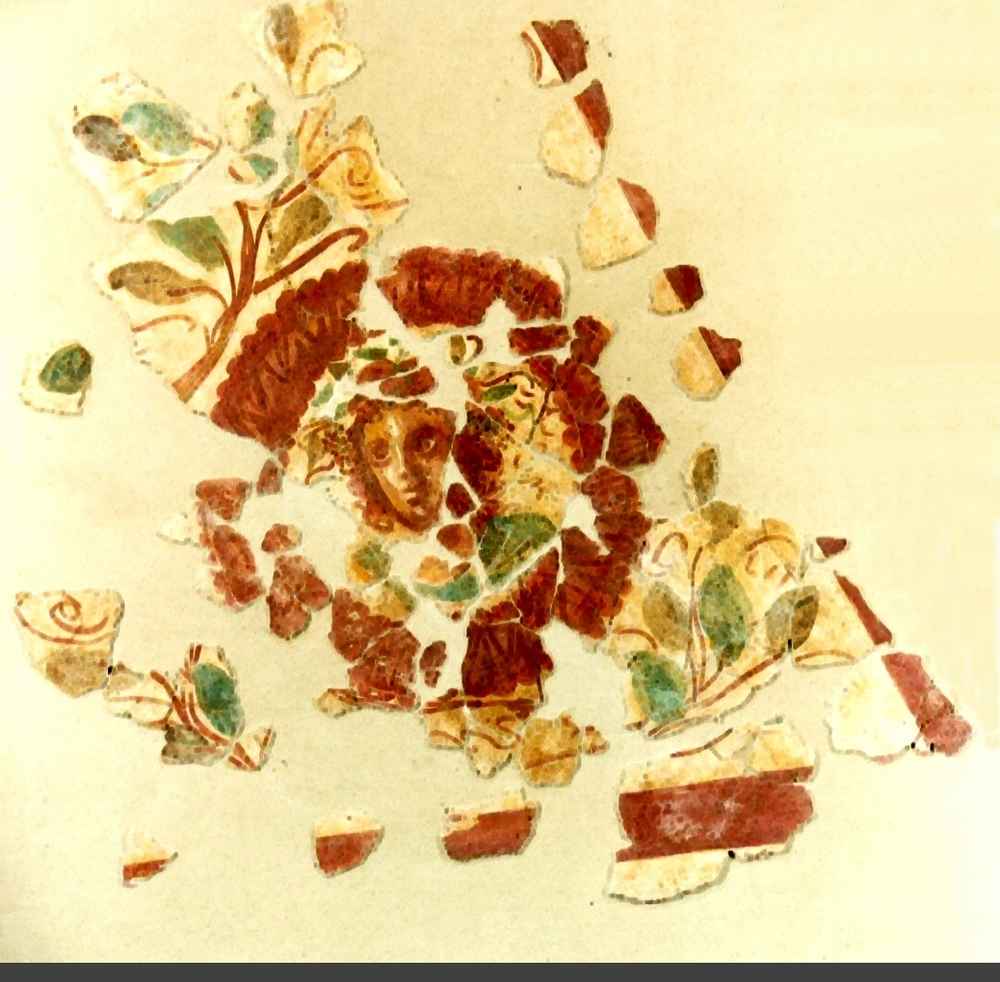
Fresko Bacchusbüste, um 100 n. Chr.

### Kunst

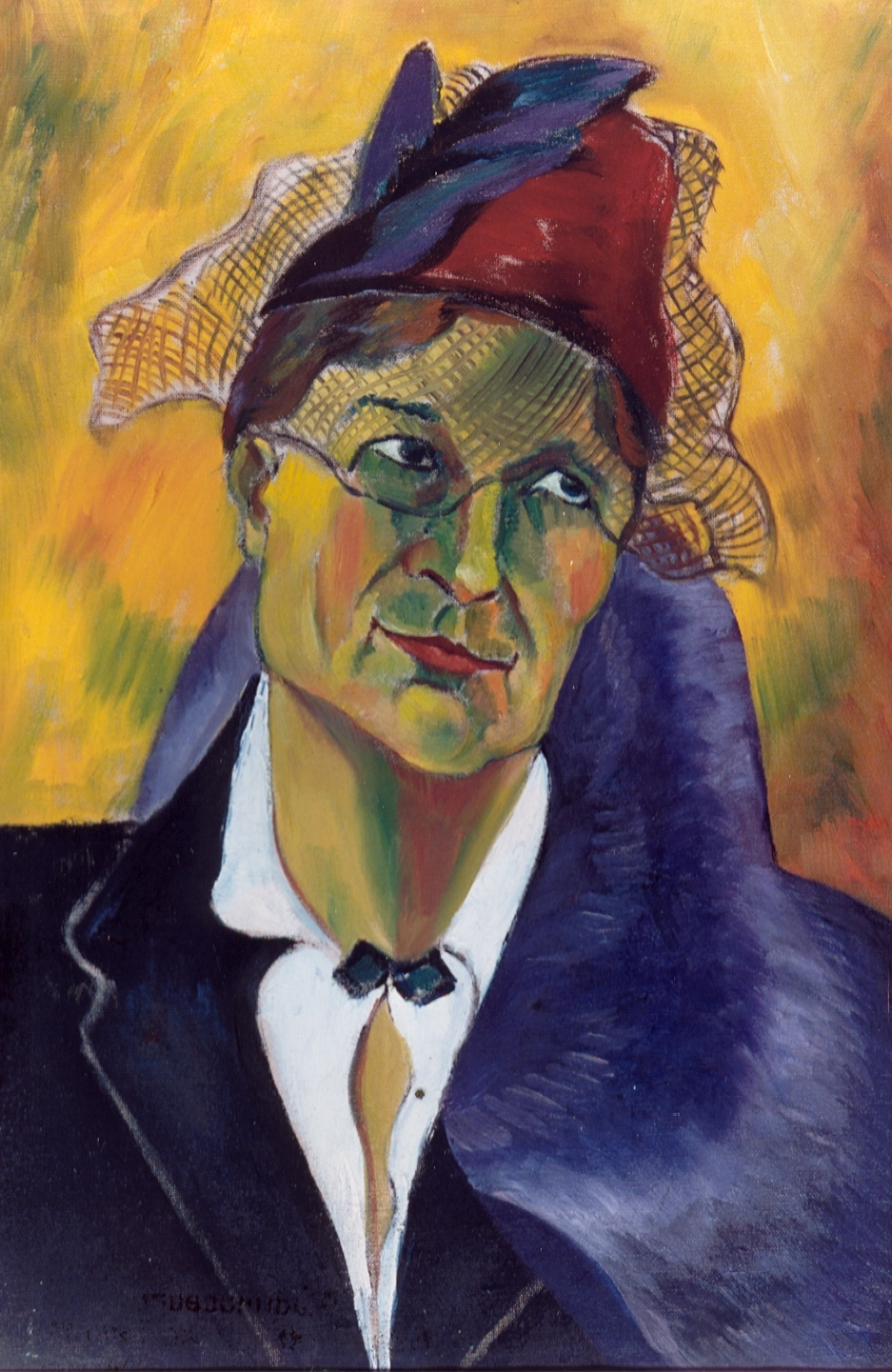
Hanna Bekker. Selbstportrait mit Hut, 1948

Im Erdgeschoss werden Kunstwerke der ersten Hälfte des 20. Jahrhunderts gezeigt. Sie stehen in Zusammenhang mit dem Hofheimer Künstlerkreis, der von den Malerinnen Ottilie W. Roederstein (1859–1937) und Hanna Bekker vom Rath (1893–1983) im ersten Viertel des 20. Jahrhunderts ins Leben gerufen wurde. Seit 1920 bewohnte Hanna Bekker vom Rath mit ihrem Ehemann, dem Dirigenten, Intendanten und Musikkritiker Paul Bekker (1882–1937) eine Landvilla in der Kapellenstraße 4. 1924 erhielt das Haus seine bis heute charakteristische Farbgebung. Das „Blaue Haus“, Ida Kerkovius prägte diesen Begriff, entwickelte sich zum zeitweiligen Arbeitsdomizil vieler bedeutender Künstler, darunter Alexej von Jawlensky, Ludwig Meidner, Karl Schmidt-Rottluff, Ida Kerkovius, Emy Roeder und später auch Ernst Wilhelm Nay.
Der Anziehungskraft des „Blauen Hauses“ folgten nach 1945 viele namhafte Künstler. So hatte etwa Hanna Bekker vom Rath 1948 wieder den Kontakt zu Ludwig Meidner aufgenommen. Er kehrte nach Deutschland zurück und nach seinen Stationen in Hamburg und Frankfurt konnte sie ihm eine ehemalige Schlosserei in Hofheim-Marxheim vermitteln, wo er von 1955 bis 1963 lebte. Ernst Wilhelm Nay schuf in seiner Hofheimer Zeit (1945–1952) die sogenannten „Hekate“-Bilder.
Karl Schmidt-Rottluff und seine Frau Emy kamen 1932 zum ersten Mal nach Hofheim und kehrten bis 1972 (1943–46 ausgenommen) jedes Jahr zurück. Hanna Bekker überließ ihm ihr Atelier, und er malte Ölbilder und Aquarelle vom Haus, dem Garten, von der Stadt und der Landschaft des Taunus. Hier fühlte sich Schmidt-Rottluff, der auch zu den verfemten Künstlern des Dritten Reiches gehörte, frei genug, um malen zu können. Häufig traf er in Hofheim seine wenigen auserwählten Freunde, vor allem Erich Heckel und Emy Roeder.
Werke aus der städtischen Sammlung veranschaulichen die Künstlerfreundschaften und dokumentieren ihre Aufenthalte in Hofheim am Taunus. Arbeiten weiterer Künstler mit Bezug zum Künstlerkreis des „Blauen Hauses“ werden im Wechsel gezeigt, zum Beispiel von Siegfried Shalom Sebba, Günter Schulz-Ihlefeldt, Max Beckmann, Heinz Battke, Marta Hoepffner sowie einzelner heute in Hofheim lebender Maler und Bildhauer.

### Archäologie
Das zweite Obergeschoss ist dem bedeutenden Fundort Kastell Hofheim gewidmet. Eine thematisch breit gefächerte Präsentation zeigt eine Vielzahl an Objekten, die im Verlauf der mehr als 150-jährigen archäologischen Erforschung ergraben werden konnten, und veranschaulicht die Entwicklung Hofheims vom frühen Militärposten (Erdlager, Steinkastell) an der Grenze des Imperium Romanum zur zivilen Siedlung (vicus).
Von besonderer Qualität sind dabei Wandmalereien in Freskotechnik aus einer Offiziersunterkunft sowie die Grabsteine eines Lanzenreiters und eines berittenen Bogenschützens.

### Stadtgeschichte
Die Abteilung Stadtgeschichte im ersten Obergeschoss greift exemplarisch Entwicklungsstationen Hofheims – vom mittelalterlichen regionalen Zentrum bis zur bevorzugten Wohnstadt im Grünen – auf.
Die Abteilung Lederindustrie im Lorsbachtal vermittelt die geographischen, historischen und wirtschaftlichen Bedingungen für Entwicklung und Niedergang der Feinlederherstellung am Beispiel Hofheims und seines Stadtteils Lorsbach. Gezeigt werden maschinelle Großobjekte, die bei der Lederherstellung und Lederveredelung zum Einsatz kamen.

## Veröffentlichungen (Auswahl)
- Jim Dine - Chasing scale and color, Ausstellung, Katalog, Steidl: Göttingen 2025.
- Meine liebe Hanna! Hanna Bekker vom Rath und Ida Kerkovius. Ausstellung, Katalog Hofheim am Taunus 2023.
- in anderem Licht. Marta Hoepffner-Preis für Fotografie 2023,  Ausstellung, Katalog, Hofheim am Taunus 2023.
- MASKENBALL. Taunus-Kunst-Triennale 2, Ausstellung, Katalog, Hofheim am Taunus 2022.
- VorBilder. Nicole Ahland und Sibylle Fendt im fotografischen Dialog mit Marta Hoepffner. Ausstellung, Katalog, Hofheim am Taunus 2021.
- Fremder Blick. Marta Hoepffner-Preis für Fotografie 2020, Ausstellung, Katalog, Stadtmuseum Hofheim am Taunus 2020.
- BLICK AUF HEUTE. Taunus-Kunst-Triennale 1. Ausstellung, Katalog, Stadtmuseum Hofheim, Hofheim am Taunus 2019.
- Hauptstraße Hofheim am Taunus – Eine Straße verändert ihr Gesicht. Ausstellung, Katalog, Stadtmuseum Hofheim, Hofheim am Taunus 2019.
- Malgründe – Hofheim als Motiv. Von Coppa bis Schmidt-Rottluff. Ausstellung, Katalog, Stadtmuseum Hofheim, Hofheim am Taunus 2018.
- Ev Grüger. Vision und Form. Ausstellung, Katalog, Stadtmuseum Hofheim, Hofheim am Taunus 2018.
- Verführung. Marta Hoepffner-Preis für Fotografie 2017. Ausstellung, Katalog, Stadtmuseum Hofheim, Hofheim am Taunus 2017.
- Jugend und Alter. Ludwig Meidners Porträts aus den 1950er und 1960er Jahren. Eine Ausstellung im Rahmen des Gemeinschaftsprojektes "Ludwig Meidner – Seismograph". Ausstellung, Katalog, Stadtmuseum Hofheim, Hofheim am Taunus 2016.
- Jugend und Alter. Ludwig Meidners Porträts aus den 1950er und 1960er Jahren. Katalog Stadtmuseum Hofheim, Hofheim am Taunus 2016.
- Spuren der Geschichte. Hofheim im Ersten Weltkrieg. Ausstellung, Katalog, Stadtmuseum Hofheim, Hofheim am Taunus 2014.
- Jade und Salz. Der Hofheimer Kapellenberg und seine Geschichte. Begleitpublikation zur gleichnamigen Ausstellung, Hofheim am Taunus 2013.
- Über Generationen. Bildsprache Schwarz-Weiß. Ausstellung, Katalog. Stadtmuseum Hofheim, Hofheim am Taunus 2012.
- BRÜCKE und Blaues Haus. Heckel, Kirchner, Schmidt-Rottluff und die Sammlerin Hanna Bekker vom Rath, Ausstellung Katalog. Stadtmuseum Hofheim, Frankfurt am Main 2010.
- Kunst grenzenlos. Die Ausstellungsreisen der Hanna Bekker vom Rath 1952–1967. Ausstellung, Katalog. Stadtmuseum Hofheim, Hofheim am Taunus 2008.
- Dieter Reuschling und Roswitha Schlecker: Bürgerwille gegen Herrscherwillkür. Hofheim am Taunus – eine Kleinstadt zwischen französischer und deutscher Revolution. Hofheim am Taunus 2007.
- Käthe Kollwitz – Druckgraphik. 1947 ausgewählt von Hanna Bekker vom Rath aus der Sammlung Helmut Goedeckemeyer. Ausstellung, Katalog. Stadtmuseum Hofheim, Hofheim am Taunus 2006.
- Anna Schmidt: Hofheim 1933–1945. Sieben Gemeinden im Nationalsozialismus. Hofheim am Taunus 2005.
- WaldZeit. Vom Leben mit dem Wald. Ausstellung, Katalog. Stadtmuseum Hofheim, Hofheim am Taunus 2003.
- Hofheim und seine Geschichte. Doppelband in Texten und Bildern. Manfred Becht: Band I, Roswitha Schlecker: Band II. Hofheim am Taunus 2002.
- Refugium – Künstleraufenthalte in Hofheim und im Taunus. Ausstellung, Katalog. Stadtmuseum Hofheim, Hofheim am Taunus 2001.
- Eva Scheid: Lederindustrie im Lorsbachtal. Vache-, Sohl- und Feinlederproduktion 1750–1990. Hofheim am Taunus 2000.
- Barbara Rök: Ottilie W. Roederstein (1859–1937). Eine Künstlerin zwischen Tradition und Moderne. Werkverzeichnis auf CD-ROM, Marburg 1999.
- Lichtbilder – Bilder des Lichts. Marta Hoepffner, Fotokünstlerin und Pädagogin. Ausstellung, Katalog. Stadtmuseum Hofheim, Hofheim am Taunus 1997.